# Joaquín Manzanares
Joaquín Manzanares Rodríguez-Mir (Oviedo, 1921-Oviedo, 18 de junio de 2003) fue un historiador, estudioso, coleccionista de arte y conservador del patrimonio prerrománico español, cronista de Asturias.

## Biografía
Nació en Oviedo, en cuya universidad estudió Derecho y Filosofía y Letras. En 1947 fundó el Tabularium Artis Asturiensis, museo dedicado a preservar el patrimonio arqueológico asturiano frente a los expolios que venía sufriendo.
Falleció víctima de un infarto el 18 de junio de 2003. Era miembro de la Real Academia de la Historia, de la de Bellas Artes, medalla de plata del Principado de Asturias (1995), cronista oficial de Asturias (nombrado en 1980) y director de la Academia Heráldica y Genealogía Asturiana.

## Obras
- Relieves románicos del antiguo claustro de la catedral de Oviedo
- La iglesia de San Pedro de Teverga y los comienzos del arte románico en Asturias y León
- Bronces prerrománicos de tipo visigodo en Asturias: jarros y patenas litúrgicas
- Arte prerrománico asturiano: síntesis de su arquitectura
- Campanas de Asturias
- Itinerario Monumental de Oviedo
- Las joyas de la Cámara Santa

- Datos: Q5932203